# Gmina Grand River (hrabstwo Decatur)

Położenie Gminy Grand River w hrabstwie Decatur

Gmina Grand River (ang. Grand River Township) – gmina w USA, w stanie Iowa, w hrabstwie Decatur. Według danych z 2000 roku gmina miała 112 mieszkańców, a jej powierzchnia wynosi 92,61 km².